# 고미네성

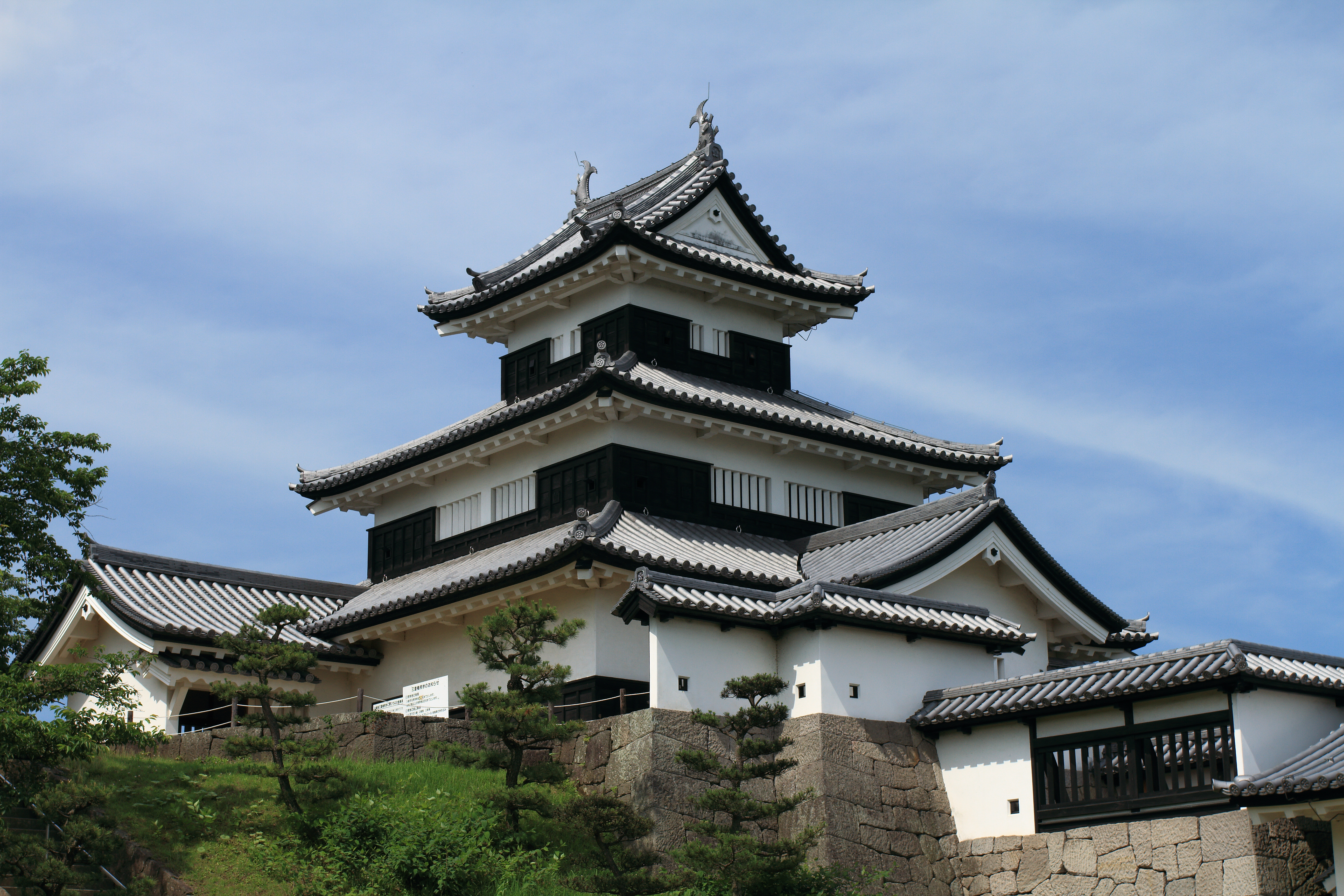
천수대용의 3층망루

고미네성(일본어: 小峰城 고미네조[*])은 후쿠시마현 시라카와시에 있는 평산성이다. 지역 이름을 따 시라카와 성(白河城), 또는 시라카와 고미네 성(白河小峰城)으로 부르기도 한다. 에도 시대에는 시라카와번의 번청으로 사용되었으며, 사적으로 지정되어 있다.

## 개요
고미네성은 아부쿠마강과 얀타 강 사이에 있는 고미네가오카(小峰ヶ岡)로 불리는 구릉지에 축조되었다. 도호쿠 지방에서는 드문 석벽으로 성을 쌓았으며, 모리오카 성, 와카마쓰성과 함께 도호쿠 3대 명성 중 한 곳이다. 성 주변은 공원으로 정비되어 있으며, 공원안에는 성주를 역임했던 유키 가문과 아베 가문관련 자료를 전시하고 있다.

## 역사

### 남북조 시대 ~ 센고쿠 시대
1340년 유키 지카토모가 고미네가오카에 성을 축성한 것이 그 시작이다. 그 이전에 유키 가문은 시라카와 성을 거점으로 삼았으며 장소는 고미네 성 남동쪽에 자리잡고 있다. 처음 유키 지카토모는 남조에 속해 북조에 대항했으나, 전세가 불리해지자, 북조에 가담하여 시라카와 지역을 기반으로 세력을 구축해 나갔다. 또, 지카토모는 가문의 권한을 적장자 유키 아키토모에 주었으며, 고미네 성에서 생활하였고, 시라카와 유키 가문의 분가인 고미네 가문의 시조가 되었다. 이후 1590년 도요토미 히데요시에 의해 영지가 몰수되기까지 고미네 가문의 거성이었다.

### 아즈치모모야마 시대
1590년 오다와라 정벌에 참여하지 않은 시라카와의 유키 가문 및 도호쿠의 여러 다이묘의 영지는 도요토미 히데요시에 의해 몰수 또는 안도되었고, 시라카와 유키 가문의 영지는 아이즈 령에 편입되어 오다와라 정벌에 공을 세운 가모 우지사토에 돌아갔다. 1592년 임진왜란 출정준비 중 우지사토가 병사하자, 대를 이어 가모 히데유키가 영주로 부임했지만, 1598년 가문 내의 알력 다툼이 일어나자, 이를 우려한 도요토미 히데요시는 그를 92만 석이던 아이즈에서 12만 석인 시모쓰케 국 우쓰노미야로 이봉하였다. 이를 대신하여 에치고, 사도를 영지로 한 우에스기 가게카쓰가 아이즈 120만 석에 영지가 가증되어 와카마쓰성으로 입성했다. 1600년 세키가하라 전투가 발발하자, 우에스기 가게카쓰는 서군에 가담하였고, 이로 인해 동군의 수장 도쿠가와 이에야스에 의해 요네자와번 30만 석에 감봉되어 전봉되었다. 대신 동군에 속해 전공을 세운 전 영주 가모 히데유키에게 아이즈 번 60만 석을 주었다.

### 에도 시대

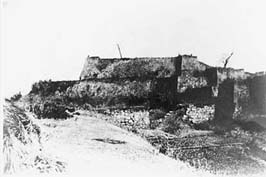
보신 전쟁 중 소실된 고미네 성

1627년 2대 번주 가모 다다사토가 대를 이을 아들 없이 죽자, 대신 동생 가모 다다토모가 뒤를 이어 이요국 마쓰야마 번으로 전봉조치 되었다. 대신 마쓰야마 번에서 가토 요시아키가 아이즈번 40만 석을 배령받아 와카마쓰 성에 입성했고, 시라카와 지역은 아이즈 번에서 분리되어 니와 나가시게가 시라카와번 10만 석에 배령받아 고미네 성에 입성하였다. 1629년 막부의 명을 받은 나가시게는 고미네 성을 대규모로 개축하여 4년후인 1632년에 성의 확장 및 수리를 마쳤다.
이후, 성주는 니와 가문(1627년 ~ 1643년), 사카키바라 가문(1643년 ~ 1649년), 혼다 가문(1649년 ~ 1681년), 오쿠다이라 마쓰다이라 가문(1681년 ~ 1692년), 에치젠 마쓰다이라 가문(1692년 ~ 1741년), 히사마쓰 마쓰다이라 가문(1741년 ~ 1823년), 아베 가문(1823년 ~ 1866년, 1868년) 도합 7 가문 21명의 성주가 역임했지만, 1867년 아베 가문의 마지막 번주 아베 마사키요가 무쓰국 다나구라번으로 이봉된 후, 번은 막부 직할령으로 편입되어 고미네 성은 니혼마쓰번의 니와 가문이 관리하였다.
1868년 고미네 성은 보신 전쟁의 무대가 되어 오우에쓰 열번동맹 군과 신정부군 간의 격전이 벌어졌으며, 신정부군이 성을 함락했다. 하지만, 이 전쟁으로 성의 대부분은 소실되었다.

### 메이지 시대 이후
성터에는 건조물 없이 성루, 석벽, 해자만 남아 있었지만, 1991년(헤세 3년) 혼마루 터에 천수대용의 3층 망루가 재건되었으며, 1994년(헤세 6년) 성문 일부가 당시사료를 근거로 복원되었다. 2006년(헤세 18년) 4월 6일 일본 100대 명성에 선정되었다.

## 부속건물
3층 망루
1632년 건립된 복합식 승탑형 3층3계의 망루는 3층 망루로 불리었지만, 사실상 천수였다. 3층 망루의 망루대에는 쓰키 망루를 두었으며, 2층에는 출창을 단 모습은 흡사 와카마쓰성의 천수를 연상케 한다. 또, 검게 옻칠한 판자를 달았으며, 바람과 비를 고려해 창을 작게 만들었다. 현재의 3층 망루는 1868년 일어난 보신 전쟁에서 소실되어 1991년 복원한 것이다.
복원된 3층 망루는 철근콘크리트 구조로 외관만 복원된 여타 성과 달리 목조로 복원되었다. 이는 천수에 해당되는 성곽 건조물로는 처음 있는 일이었다. 그러나, 대규모 목조건축물은 일본의 건축기준법에서 원칙적으로 금하고 있어, 일반인의 출입을 금하는 건물로 하여 건축허가를 얻었다. 이 때문에 후에 내부 견학자를 받아들인 일로 인해 말썽을 빚었다. 현재는 별문제없이 출입이 가능하다. 복원된 망루의 부재는 보신 전쟁의 격전지였던 마쓰나미이나리 산의 삼나무를 사용해 복원한 것으로 기둥의 상흔을 확인할 수 있다.

## 남아있는 건조물
니노마루 입구 부근에 있던 다이코 망루는 1873년 민가에 불하되어 산노마루의 고요도테(紅葉土手)에 이축된 후, 1930년 시라카와시 마루노우치에 다시금 이축되어 현재 다실로 사용되고 있다. 2번의 이축으로 원형을 잃었지만, 당시 성의 모습을 알 수 있는 유일한 건조물이다.

## 민속자료
오토메 벚나무
고미네 성이 대규모 개축되었을 때 산 제물이 된 여자아이의 원령을 위로하기 위해 심은 벚나무로 천수대용의 3층 망루에 인접해 있다. 현재의 나무는 보신 전쟁때 소실되어 다시금 심은 벚나무이다.

## 관광
교통
- JR 동일본 시라카와역에서 하차, 도보로 10분소요.

주변 문화시설 및 관광명소
- 난코 공원(南湖公園)
- 다이코 망루 - 고미네 성 서쪽에 인접
- 시라카와 신사

## 같이 보기
- 니와 나가시게
- 시라카와번
- 아이즈번
- 도호쿠 3대 명성
  - 고미네 성
  - 모리오카 성
  - 와카마쓰성